# Clan Matsudaira
Il Clan Matsudaira fu un nobile clan giapponese di samurai e daimyō, ritenuta discesa da Nitta no Yoshishige († 1202), membro del clan Minamoto, attraverso suo figlio Yoshikuni.
La famiglia, da loro discesa, si radicò nella provincia di Mikawa nel XIV secolo ed assunse il cognome di famiglia grazie al capostipite Yasuchika (ca. 1390), discendente di Yoshikuni.
I Matsudaira lottarono a lungo per mantenere il loro dominio, stretti fra i più potenti clan Oda e Imagawa ed alla fine furono coinvolti in lotte interne per appoggiare l'uno o l'altro clan.
In questo contesto si colloca l'ascesa di Matsudaira Motoyasu, poi noto come Tokugawa Ieyasu, che, approfittando proprio della ritenuta discendenza dai Minamoto, riuscì a divenire famoso Shogun.
Ieyasu cambiò quindi il nome del ramo principale della sua famiglia in Tokugawa. 
Con la nascita dello shogunato Tokugawa il clan Matsudaira divenne fra i più importanti clan del Giappone, divennero daimyō, militari o politici di spicco ed il loro nome fu usato anche come titolo onorifico.
Infatti i membri del clan Tokugawa troppo lontani dalla linea ereditaria del casato, o esclusi da questa per vari motivi, perdevano il nome Tokugawa per assumere il nome Matsudaira.

## Albero genealogico
- Matsudaira Arichika; ritenuto discendente dei Minamoto attraverso Nitta Yoshikuni; assunse il cognome "Matsudaira"
- Matsudaira Chikauji (+ 1407 ca.);
- Matsudaira Yasuchika
- Matsudaira Nobumitsu
- Matsudaira Chikatada
- Matsudaira Nagachika
- Matsudaira Nobutada (1489-1531);
- Matsudaira Nobutada
- Matsudaira Kiyoyasu (1511 - 1536)
- Matsudaira Hirotada (1526-1549)
- Matsudaira Takechiyo (poi divenuto Motoyasu), che cambiò nome in Tokugawa Ieyasu; primo Shogun e fondatore dello shogunato Tokugawa e del clan Tokugawa
- Matsudaira Nobutaka (+ 1549)

## Capi del clan
1. Matsudaira Naomasa (primo Matsudaira signore di Matsue)
2. Matsudaira Tsunataka (figlio di Naomasa)
3. Matsudaira Tsunachika (figlio di Tsunataka)
4. Matsudaira Yoshito (fratello di Tsunachika)
5. Matsudaira Nobusumi (figlio di Yoshito)
6. Matsudaira Munenobu (figlio di Nobusumi)
7. Matsudaira Harusato (Fumai, figlio di Munenobu)
8. Matsudaira Naritsune (figlio di Harusato)
9. Matsudaira Naritaka (figlio di Naritsune)
10. Matsudaira Sadayasu (ultima Matsudaira signore di Matsue, figlio di Naritaka)
11. Matsudaira Naotaka (fratello di Sadayasu # 10)
12. Matsudaira Sadayasu (figlio di Sadayasu # 10)
13. Matsudaira Naokuni (figlio di Sadayasu # 12)
14. Matsudaira Naotoshi (figlio di Naokuni)

## Servitori importanti del clan
- Matsudaira Ietada del ramo Katahara-Matsudaira
- Matsudaira Ietada del ramo Fukōzu-Matsudaira